# ペルロン
ペルロン (Perlon)はドイツ・ベルリンに本拠を置くインディー・レコードレーベル。主にテクノやハウスを取り扱っている。レコードを中心としたレーベルであり、iTunes StoreやBeatport等の音楽配信は行っていない。

## 概要
ベーシックチャンネルとProfanは1993年に始動し、ドイツのテクノにおけるミニマリズムという志向に大きく関わったが、Profanの後継であるKompaktとPerlonはそれ以降のジャーマンミニマルと呼ばれるサウンドを代表するレーベルである。これらのサウンドは2000年代前半一度人気の頂点を迎えるが、それぞれ違う道を進み始めた。コンパクトは自身のルーツとも言えるバンドサウンド、ノイエ・ドイチェ・ヴェレやクラウトロック(レーベルーのオーナーでもある二人、Gas名義等でも有名なWolfgang VoigtとJörg Burgerはベーシックチャンネルのメンバーが関わるPalais Schaumburgに影響を受け、ニューウェイブバンドで活動していた)にザ・フィールド等が接近するのに対し、Perlonはリッチー・ホゥティンを追い出した事でも有名な、2004年に設立されたクラブBerghain(現代のパラダイス・ガレージと称される)等に接近している。
また、Berghain内のPANORAMA BARにおいて、ZipはSAMMY DEEと共にレーベルパーティGET PERLONIZEDを行い長年レジデントを務める。Sammy DeeはトレゾアやBerghainの前身であるクラブOstgut（Ostgut TonはBerghainが経営するレーベル名）での経験を持ち、Chris Rehberger (DOUBLE STANDARDS)らと共にPerlon設立に大きく関わった人物である。

また、コンパクトと似てZipは1980年代Second Voice、1990年代はMarkus Nikolaiも参加したBigod 20とジャーマンニューウェーブ、EBM等バンド出身である。

2014年、Margaret Dygasの作品「In Wood / That」によりカタログ番号が100番に到達した。

### Double Standards
コンパクトと共に特徴なのがアートワークである。コンパクトの特徴的な水玉デザインはBianca Strauchによる物だが、PerlonにおいてはDouble Standardsによる仕事である。中でも12インチレコード7枚組みであるSuperlongevityfiveは作品に参加した田中フミヤも絶賛している。
設立者であるChris Rehbergerは2001年頃にロンドンからベルリンに移住した。

## 作品

### 主なアーティスト
- Akufen（Horror Inc.） - アクフェン
- Baby Ford
- Cassy
- Fumiya Tanaka - 田中フミヤ
- Luciano
- Margaret Dygas
- Markus Nikolai
- Pantytec(Sammy Dee+Thomas Franzmann)
- Ricardo Villalobos - リカルド・ヴィラロボス
- Thomas Franzmann(Zip、Dimbiman)
- Thomas Melchior（Melchior Productions）

### Superlongevity
レーベル初期から続くコンピレーション・アルバムのシリーズ。
1以降は同名タイトル（カタログ番号の終わりにCDが付く。例PERL 23CD)でZipによるミックスCD版もリリースされている。
1. (1999年PERL 10)2x12"。ミックスCD無し。
2. (2001年PERL 23)2x12"。又はミックスCD二枚組み。
3. (2003年PERL 36)3x12"。又はミックスCD一枚組み。
4. (2006年PERL 56)4x12"。又はミックスCD二枚組み。
5. (2010年PERL 84)7x12"。又はミックスCD二枚組み。
6. (2017年PERL 114)4x12"。又はCD二枚組み。